# Michał Stępniewski
Michał Stępniewski (ur. 24 lipca 1974 w Warszawie) – polski finansista, radca prawny i urzędnik państwowy, w latach 2005–2006 podsekretarz stanu w Ministerstwie Skarbu Państwa.

## Życiorys
Absolwent Wydziału Prawa i Administracji Uniwersytetu Warszawskiego (1997), Studiów Prawa Brytyjskiego przy Uniwersytecie w Cambridge oraz IESE Business School (AMP, 2007). W latach 1999–2007 wykładowca i dyrektor studiów podyplomowych w Wyższej Szkole Finansów i Zarządzania w Warszawie. Wykładał w Instytucie Rozwoju Biznesu oraz w Euro Finanse i Twiggerze. W 2002 uzyskał uprawnienia radcy prawnego i eksperta rynków kapitałowych. Członek Rady Okręgowej Izby Radców Prawnych w Warszawie, od 2010 roku pełnił funkcję Dziekana Rady.
W latach 1997–2004 radca przewodniczącego oraz rzecznik prasowy Komisji Papierów Wartościowych i Giełd. Od 2004 szef gabinetu Ministra, a od 14 listopada 2005 do 4 stycznia 2006 podsekretarz stanu w Ministerstwie Skarbu Państwa. Był członkiem Komisji Nadzoru Ubezpieczeń i Funduszy Emerytalnych.
W latach 2006–2009 członek zarządu PKO Towarzystwa Funduszy Inwestycyjnych S.A. Od 2009 roku członek Zarządu Krajowego Depozytu Papierów Wartościowych S.A. Zasiadał w radach nadzorczych spółek: PKN Orlen S.A., BGŻ S.A., BondSpot S.A., Finat sp. z o.o., MTS-CeTO S.A., Mostostalu Chojnice S.A., DM Nawigator S.A.

## Publikacje
Współautor książek: „Zasady emisji obligacji komunalnych” oraz „Prawa i obowiązki akcjonariusza spółki publicznej”.

## Odznaczenia
- 2013 – Brązowy Krzyż Zasługi za zasługi w świadczeniu pomocy prawnej pro publico bono, za szerzenie i rozwój idei wolontariatu[1]